# Rendzina

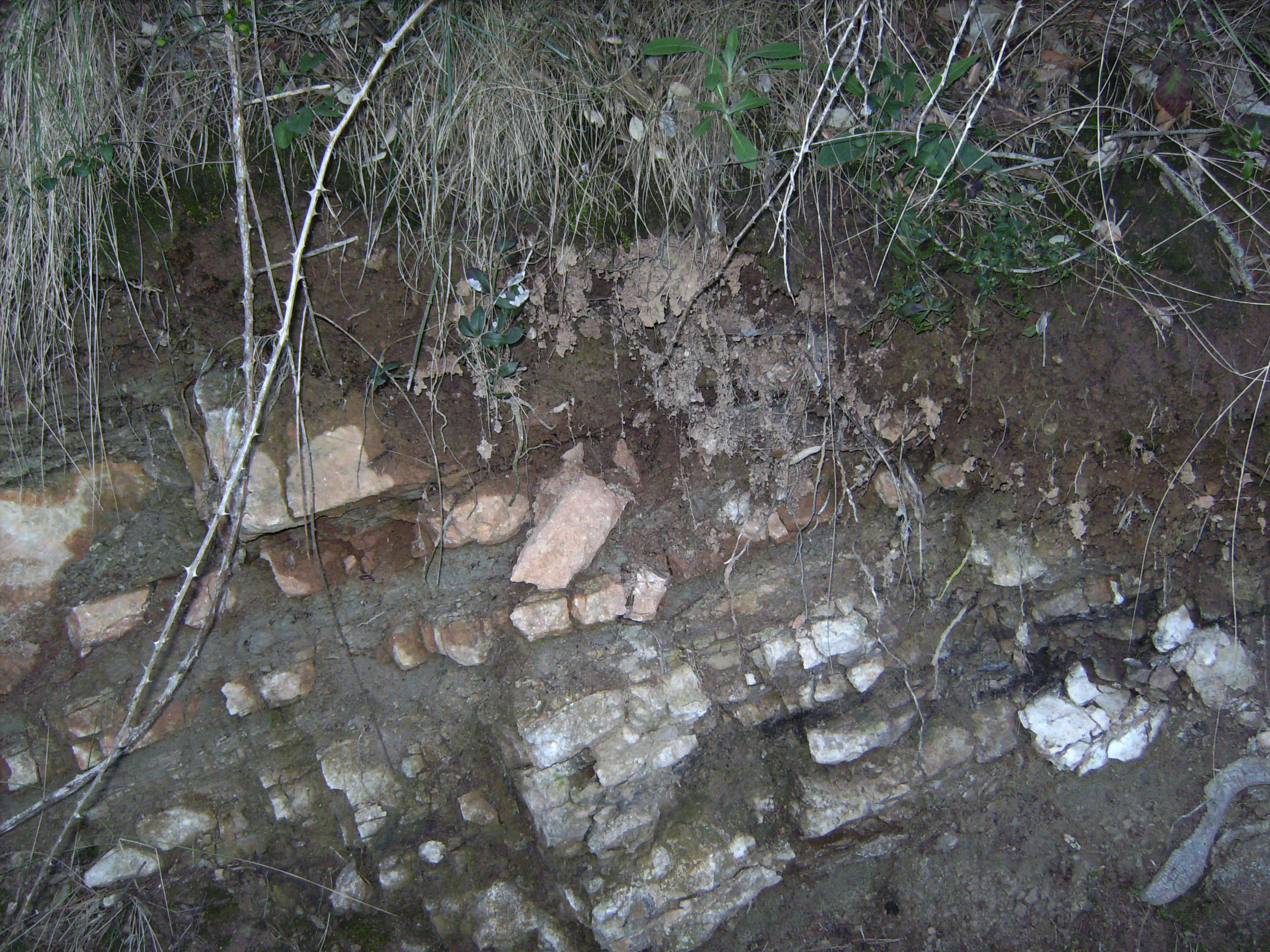
Rendzina v Katalánsku

Rendzina (index RA) jedna z melanických půd. Vzniká na vápenatých a dolomitových substrátech. Kamenitá půda – je charakteristická vysokým obsahem půdního skeletu. Příklady rendzinovitých půd jsou rendzina typická, rendzina litická, rendzina kambizemní, rendzina tanglová, rendzina sutinová a rendzina rubefikovaná.